# برازان (أرومية)
قرية برازان (بالكردية: بەرازان) هي إحدى القرى التابعة لـمرغور في ريف قسم سيلوانه من مقاطعة أرومية، في محافظة أذربیجان الغربیة الإيرانية.

## السكان
حسب إحصاءات سنة 2006، بلغ إجمالي السكان في برازان 1298 نسمة وعدد المساكن 212 مسكن. لغة سكان برازان هي اللغة الكردية و هم من أهل السنة والجماعة والمذهب الشافعي.